# Marilyn Waring
Marilyn Waring, född den 7 oktober 1952 i Ngaruawahia, är en nyzeeländsk feminist, politiker, aktivist för kvinnliga mänskliga rättigheter och miljöfrågor, författare och akademiker, känd för sina bidrag till feministisk ekonomi.
Hon valdes in i det Nyzeeländska representanthuset 1975, som Nya Zeelands nationella partis representant för valkretsen Raglan i nordvästra Ny Zeeland.
År 1988 gav Marilyn Waring ut boken If Women Counted, som anses vara ett grundläggande verk inom feministisk ekonomi. I boken argumenterar hon för att värdet av kvinnor arbete inte erkänns i globala - och nationalekonomiska analyser och beräkningar.  I dokumentären  Who's Counting? Marilyn Waring on Sex, Lies and Global Economics från 1995 tar den orscarsbelönade regissören Terre Nash upp bokens tema och Marilyn Warings gärning.